# Beuren, Trier-Saarburg
Beuren là một xã ở huyện Trier-Saarburg, bang Rhineland-Palatinate, Đức. Xã này có diện tích 18,5 km2.